# Cyrtopus setosus
Cyrtopus setosus är en bladmossart som beskrevs av J. D. Hooker 1867. Cyrtopus setosus ingår i släktet Cyrtopus och familjen Cyrtopodaceae. Inga underarter finns listade i Catalogue of Life.